# Gosuin van Goetsenhoven
Pour les articles homonymes, voir Goetsenhoven (homonymie).

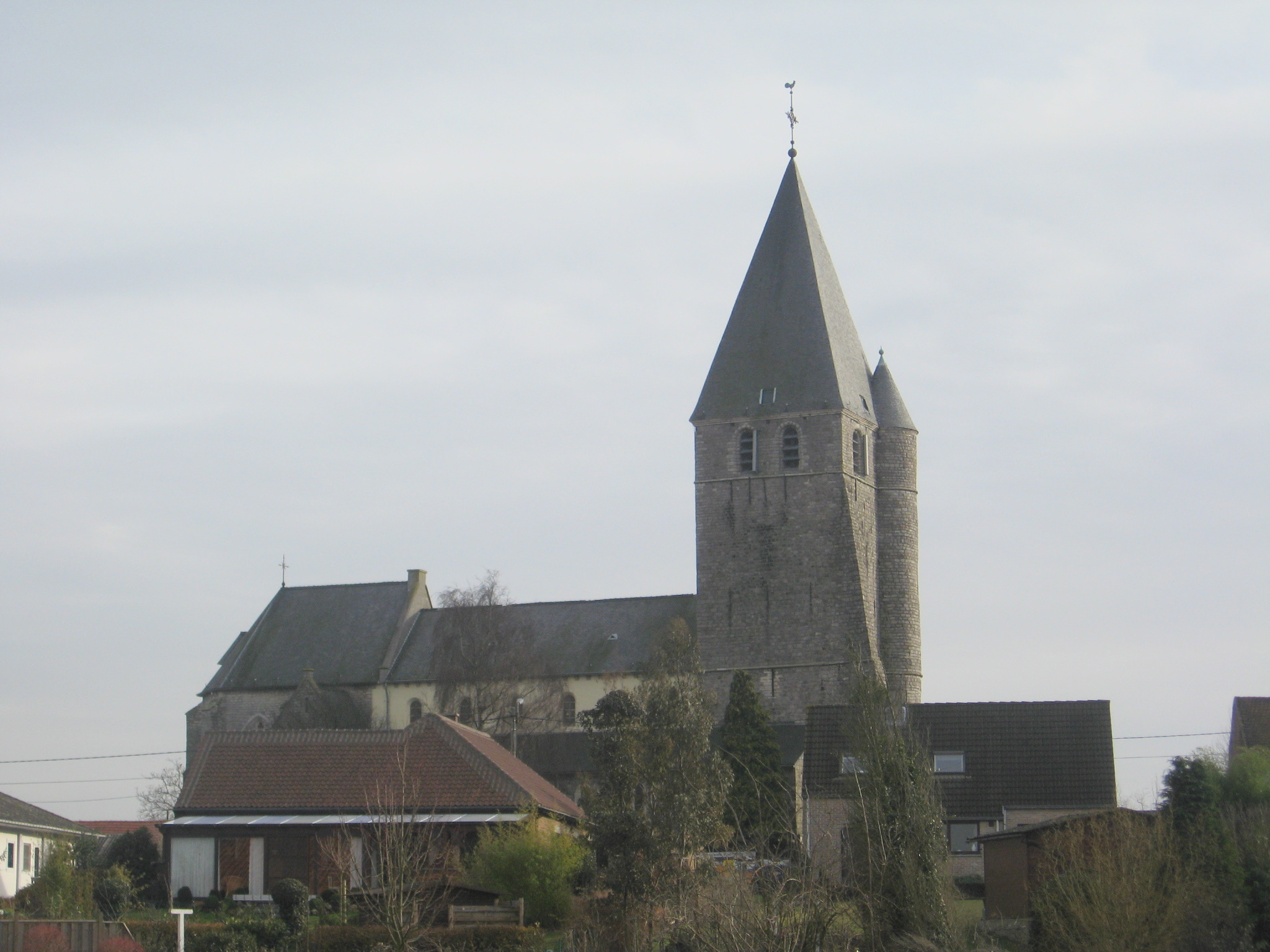
L'église de Gossoncourt et son célèbre donjon médiéval.

Gosuin van Goetsenhoven est un membre référentiel de la famille van Goetsenhoven. Son nom est emprunté au village appelé officiellement en néerlandais moderne Goetsenhoven et connu en français sous le nom de Gossoncourt. Le village de Gossoncourt, situé près de Tirlemont, en Belgique, dans le Brabant flamand, s'est constitué au XIe siècle. Selon l'étymologie, il s'est développé en référence à une ferme, à une manse ou à un manoir ayant appartenu à un seigneur dénommé Gozelen, Goson, ou Gosuin.
Le prénom Gosuin s'est transmis par filiation. Quant au nom de famille van Goetsenhoven, il fut porté par les seigneurs du village de Gossoncourt, village dont il reste le célèbre donjon médiéval. Gosuin II, Gosuin III, Gosuin IV et Gosuin V, membres de la Maison d'Héverlé, furent seigneurs de Gossoncourt et chevaliers aux XIIIe et XIVe siècles.
On les retrouve liés à l'abbaye de Parc et à la charte de Cortenbergh, acteurs lors des batailles de Worringen, des éperons d'or et de Mons-en-Pévèle, et près du duc Jean III de Brabant en vue d'une guerre entre la France et l'Angleterre. Le sceau original du seigneur Gosuin de Goetsenove, chevalier, est conservé aux Archives générales du Royaume, à Bruxelles.

## Origines
L'étymologie de Goetsenhoven nous apprend qu'il existait, à l'origine, une ferme, une manse ou un manoir (cour ou hof) qui fixait des serfs auprès d'un seigneur dénommé Gozelen, Goson, ou Gosuin, ou attirait tout simplement des ouvriers pour leur travail. Un village s'est développé en référence à cette ferme.
Le village, appelé officiellement en néerlandais moderne Goetsenhoven (olim Goetsenove) et connu également en français sous le nom de Gossoncourt est une section communale de Tirlemont, en Belgique, dans le Brabant flamand. L'église de Gossoncourt ayant été bâtie dans les premières années du XIIe siècle, l'origine de ce village du duché de Brabant doit donc remonter au moins au siècle précédent.
Le prénom Gosuin a été transmis par filiation agnatique, et le nom de famille van Goetsenhoven fut porté par les seigneurs du village de Gossoncourt,, dont il reste le célèbre donjon médiéval. Gosuin III, Gosuin IV et Gosuin V furent en effet seigneurs de Gossoncourt aux XIIIe et XIVe siècles.

Duché de Brabant (vers 1350)
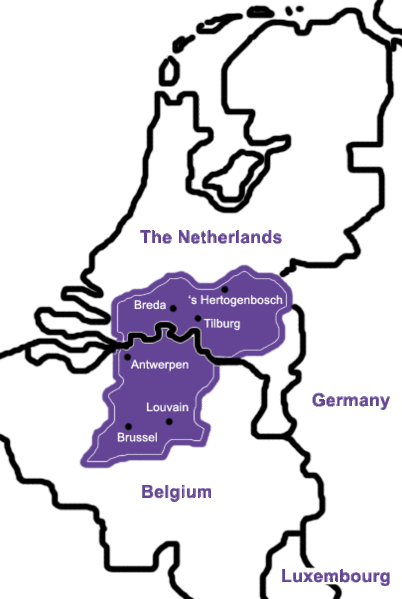
Duché de Brabant (au Moyen Âge)

## Gosuin d'Heverlee

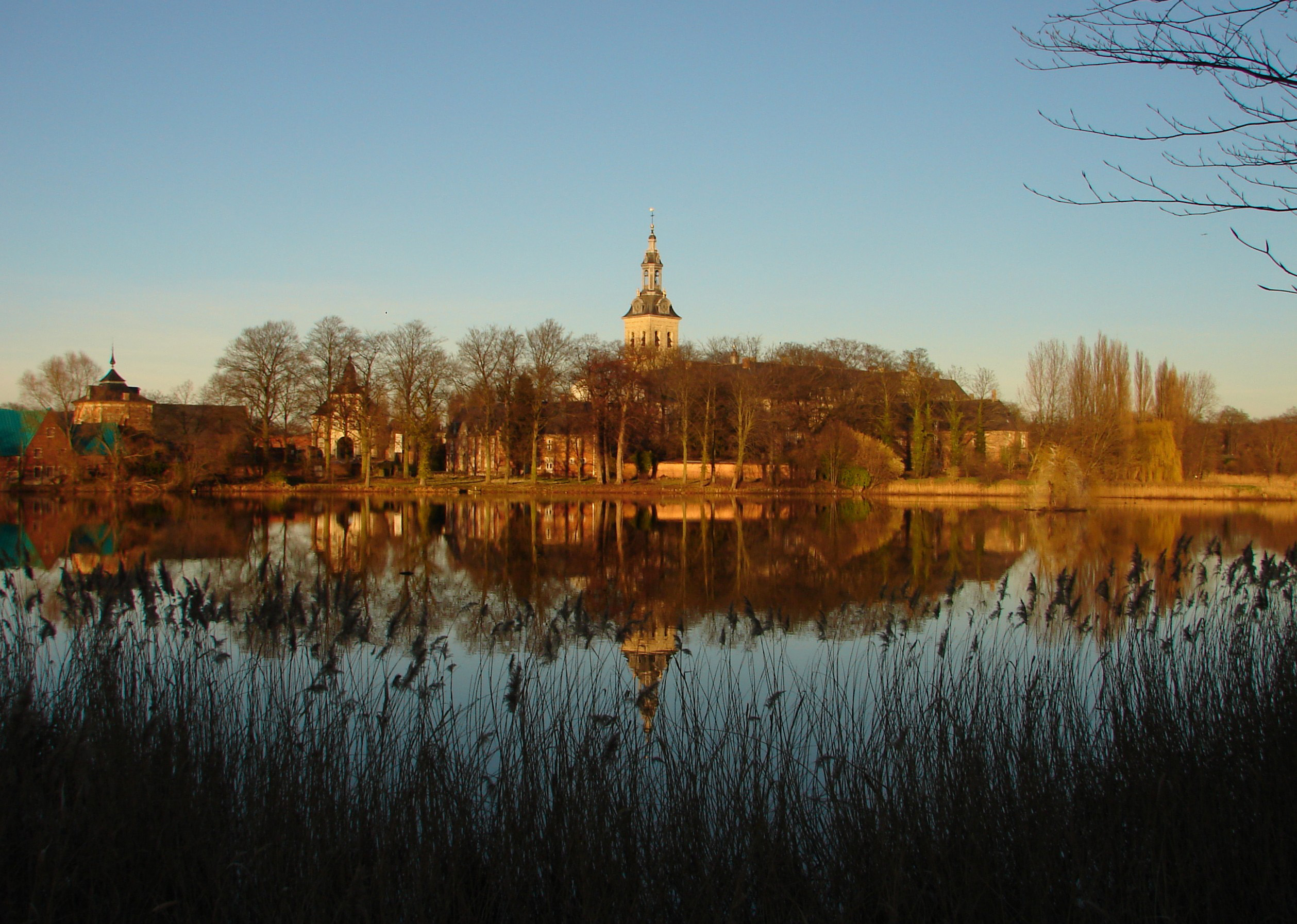
Abbaye de Parc.

Armoiries de la ville d'Heverlee.

### Existence relatée avant leXIIIesiècle
L'abbaye de Parc possédait, entre Vinckenbosch et Heverlee, plusieurs moulins offerts par Gosuin van Heverlee et Renier, seigneurs d'Heverlee, entre 1140 et 1145. Elle a publié un ouvrage dans lequel elle indique, s'agissant de la définition de son domaine, que Gérard d'Everberg et Gosuin d'Héverlé procurèrent chacun un moulin.
On apprend de plus que durant l'administration du 2e abbé de Parc Philippe, donc entre 1142 et 1166, Renier, sire d'Heverlé, fit don à l'abbaye de Parc de deux manses et d'un bonnier de terre situés à Eegenhoven ainsi que trois moulins situés dans le village d'Heverlé. Or, le père de Renier est Gozuin, le don effectué ayant pour but d'expier ses propres péchés et pour contribuer au repos des âmes de son père Gozuin et de sa mère Riesinis.
Il apparaît par ailleurs qu'« en 1160, Gosuin, seigneur d'Heverlee, rappela que les tenanciers de l'abbaye de Parc, du fait qu'ils s'étaient établis dans le ressort de sa juridiction, étaient soumis à sa justice ; cependant il leur confirma la libertas dont ils jouissaient depuis l'époque de son père, à savoir qu'ils ne devaient supporter aucune exaction de sa part, sauf s'ils commettaient une infraction grave (homicide, effusion de sang, vol et incendie) ».

### Ascendant de Gosuin van Goetsenhoven
Un seigneur dénommé Gosuin de Gossoncourt est le frère cadet de Reiner II van Heverlee, lequel prolongea la branche des seigneurs d'Heverlee. Il s'agit du seigneur de Gossoncourt le plus ancien connu, et dénommé aussi Goswin (1190-1236), fils de Goswin d'Heverlee. Le nom van Goetsenhoven est donc porté par une branche cadette issue de la Maison d'Héverlé.

## Famille de Gosuin van Goetsenhoven auxXIIIeetXIVesiècles

### Arbre généalogique descendant
L'arbre généalogique simplifié, présenté ci-dessous, repose sur la prise en compte d'éléments historiques extraits d'ouvrages référencés en annexe. Les éléments d'information connus fournissent les liens de parenté entre les différentes personnes de cet arbre. Il est vraisemblable que tous les fiefs de cette famille de la noblesse brabançonne soient passés dans des descendances féminines au XVe siècle, et donc à d'autres familles par le fait des mariages. En particulier, la seigneurie de Gossoncourt est transmise à Walter de Golard, fils de Gude van Goetsenhoven.
|                                                                            |                                                                            |                                                                            |                                                                            | Gosuin van Heverlee Seigneur d'Heverlee                                            |                                                                                    |                                                                                    |                                                                                    | | | | | | |                       |                       |                                                       |                                                       |                                                       |                                                       |                                                       |                                                       |  |  |                                                                      |                                                                      |                                                                      |                                                                      |                                                                      |                                                                      |  |  |  |  |  |  |  |  |  |  |  |  |  |  |  |  |  |  |  |  |
|                                                                            |                                                                            |                                                                            |                                                                            |                                                                                    |                                                                                    |                                                                                    |                                                                                    | | | | | | |                       |                       |                                                       |                                                       |                                                       |                                                       |                                                       |                                                       |  |  |                                                                      |                                                                      |                                                                      |                                                                      |                                                                      |                                                                      |  |  |  |  |  |  |  |  |  |  |  |  |  |  |  |  |  |  |  |  |
|                                                                            |                                                                            |                                                                            |                                                                            | Goswin (1190-1236) Branche cadette de la Maison d'Heverlee Seigneur de Gossoncourt | Goswin (1190-1236) Branche cadette de la Maison d'Heverlee Seigneur de Gossoncourt | Goswin (1190-1236) Branche cadette de la Maison d'Heverlee Seigneur de Gossoncourt | Goswin (1190-1236) Branche cadette de la Maison d'Heverlee Seigneur de Gossoncourt | Goswin (1190-1236) Branche cadette de la Maison d'Heverlee Seigneur de Gossoncourt                       | Goswin (1190-1236) Branche cadette de la Maison d'Heverlee Seigneur de Gossoncourt                       | | | Ide, Dame d'Heverlee,                                                                                    | Ide, Dame d'Heverlee,                                                                                    | Ide, Dame d'Heverlee, | Ide, Dame d'Heverlee, | Ide, Dame d'Heverlee,                                 | Ide, Dame d'Heverlee,                                 |                                                       |                                                       |                                                       |                                                       |  |  |                                                                      |                                                                      |                                                                      |                                                                      |                                                                      |                                                                      |  |  |  |  |  |  |  |  |  |  |  |  |  |  |  |  |  |  |  |  |
|                                                                            |                                                                            |                                                                            |                                                                            | Goswin (1190-1236) Branche cadette de la Maison d'Heverlee Seigneur de Gossoncourt | Goswin (1190-1236) Branche cadette de la Maison d'Heverlee Seigneur de Gossoncourt | Goswin (1190-1236) Branche cadette de la Maison d'Heverlee Seigneur de Gossoncourt | Goswin (1190-1236) Branche cadette de la Maison d'Heverlee Seigneur de Gossoncourt | Goswin (1190-1236) Branche cadette de la Maison d'Heverlee Seigneur de Gossoncourt                       | Goswin (1190-1236) Branche cadette de la Maison d'Heverlee Seigneur de Gossoncourt                       | | | Ide, Dame d'Heverlee,                                                                                    | Ide, Dame d'Heverlee,                                                                                    | Ide, Dame d'Heverlee, | Ide, Dame d'Heverlee, | Ide, Dame d'Heverlee,                                 | Ide, Dame d'Heverlee,                                 |                                                       |                                                       |                                                       |                                                       |  |  |                                                                      |                                                                      |                                                                      |                                                                      |                                                                      |                                                                      |  |  |  |  |  |  |  |  |  |  |  |  |  |  |  |  |  |  |  |  |
|                                                                            |                                                                            |                                                                            |                                                                            |                                                                                    |                                                                                    |                                                                                    |                                                                                    | | | | | | |                       |                       |                                                       |                                                       |                                                       |                                                       |                                                       |                                                       |  |  |                                                                      |                                                                      |                                                                      |                                                                      |                                                                      |                                                                      |  |  |  |  |  |  |  |  |  |  |  |  |  |  |  |  |  |  |  |  |
|                                                                            |                                                                            |                                                                            |                                                                            |                                                                                    |                                                                                    |                                                                                    |                                                                                    | Gosuin II d'Heverlee (Gosuinus van Goetsenhoven) Seigneur de Gossoncourt, Chevalier †1260 abbaye de Parc | Gosuin II d'Heverlee (Gosuinus van Goetsenhoven) Seigneur de Gossoncourt, Chevalier †1260 abbaye de Parc | Gosuin II d'Heverlee (Gosuinus van Goetsenhoven) Seigneur de Gossoncourt, Chevalier †1260 abbaye de Parc | Gosuin II d'Heverlee (Gosuinus van Goetsenhoven) Seigneur de Gossoncourt, Chevalier †1260 abbaye de Parc | Gosuin II d'Heverlee (Gosuinus van Goetsenhoven) Seigneur de Gossoncourt, Chevalier †1260 abbaye de Parc | Gosuin II d'Heverlee (Gosuinus van Goetsenhoven) Seigneur de Gossoncourt, Chevalier †1260 abbaye de Parc |                       |                       | Catherine,                                            | Catherine,                                            | Catherine,                                            | Catherine,                                            | Catherine,                                            | Catherine,                                            |  |  |                                                                      |                                                                      |                                                                      |                                                                      |                                                                      |                                                                      |  |  |  |  |  |  |  |  |  |  |  |  |  |  |  |  |  |  |  |  |
|                                                                            |                                                                            |                                                                            |                                                                            |                                                                                    |                                                                                    |                                                                                    |                                                                                    | Gosuin II d'Heverlee (Gosuinus van Goetsenhoven) Seigneur de Gossoncourt, Chevalier †1260 abbaye de Parc | Gosuin II d'Heverlee (Gosuinus van Goetsenhoven) Seigneur de Gossoncourt, Chevalier †1260 abbaye de Parc | Gosuin II d'Heverlee (Gosuinus van Goetsenhoven) Seigneur de Gossoncourt, Chevalier †1260 abbaye de Parc | Gosuin II d'Heverlee (Gosuinus van Goetsenhoven) Seigneur de Gossoncourt, Chevalier †1260 abbaye de Parc | Gosuin II d'Heverlee (Gosuinus van Goetsenhoven) Seigneur de Gossoncourt, Chevalier †1260 abbaye de Parc | Gosuin II d'Heverlee (Gosuinus van Goetsenhoven) Seigneur de Gossoncourt, Chevalier †1260 abbaye de Parc |                       |                       | Catherine,                                            | Catherine,                                            | Catherine,                                            | Catherine,                                            | Catherine,                                            | Catherine,                                            |  |  |                                                                      |                                                                      |                                                                      |                                                                      |                                                                      |                                                                      |  |  |  |  |  |  |  |  |  |  |  |  |  |  |  |  |  |  |  |  |
|                                                                            |                                                                            |                                                                            |                                                                            |                                                                                    |                                                                                    |                                                                                    |                                                                                    | | | | | | |                       |                       |                                                       |                                                       |                                                       |                                                       |                                                       |                                                       |  |  |                                                                      |                                                                      |                                                                      |                                                                      |                                                                      |                                                                      |  |  |  |  |  |  |  |  |  |  |  |  |  |  |  |  |  |  |  |  |
|                                                                            |                                                                            |                                                                            |                                                                            |                                                                                    |                                                                                    |                                                                                    |                                                                                    | | | | | Gossuin III de Gossoncourt Seigneur de Gossoncourt Chevalier                                             | |                       |                       |                                                       |                                                       |                                                       |                                                       |                                                       |                                                       |  |  |                                                                      |                                                                      |                                                                      |                                                                      |                                                                      |                                                                      |  |  |  |  |  |  |  |  |  |  |  |  |  |  |  |  |  |  |  |  |
|                                                                            |                                                                            |                                                                            |                                                                            |                                                                                    |                                                                                    |                                                                                    |                                                                                    | | | | | | |                       |                       |                                                       |                                                       |                                                       |                                                       |                                                       |                                                       |  |  |                                                                      |                                                                      |                                                                      |                                                                      |                                                                      |                                                                      |  |  |  |  |  |  |  |  |  |  |  |  |  |  |  |  |  |  |  |  |
|                                                                            |                                                                            |                                                                            |                                                                            |                                                                                    |                                                                                    |                                                                                    |                                                                                    | | | | | | |                       |                       |                                                       |                                                       |                                                       |                                                       |                                                       |                                                       |  |  |                                                                      |                                                                      |                                                                      |                                                                      |                                                                      |                                                                      |  |  |  |  |  |  |  |  |  |  |  |  |  |  |  |  |  |  |  |  |
| Gude de Gossoncourt,                                                       | Gude de Gossoncourt,                                                       | Gude de Gossoncourt,                                                       | Gude de Gossoncourt,                                                       | Gude de Gossoncourt,                                                               | Gude de Gossoncourt,                                                               |                                                                                    |                                                                                    | Gosuin IV van Goetsenove Seigneur de Gossoncourt, Chevalier †1325                                        | Gosuin IV van Goetsenove Seigneur de Gossoncourt, Chevalier †1325                                        | Gosuin IV van Goetsenove Seigneur de Gossoncourt, Chevalier †1325                                        | Gosuin IV van Goetsenove Seigneur de Gossoncourt, Chevalier †1325                                        | Gosuin IV van Goetsenove Seigneur de Gossoncourt, Chevalier †1325                                        | Gosuin IV van Goetsenove Seigneur de Gossoncourt, Chevalier †1325                                        |                       |                       | Henri de Gochenhoven Seigneur d'Archennes, Chevalier, | Henri de Gochenhoven Seigneur d'Archennes, Chevalier, | Henri de Gochenhoven Seigneur d'Archennes, Chevalier, | Henri de Gochenhoven Seigneur d'Archennes, Chevalier, | Henri de Gochenhoven Seigneur d'Archennes, Chevalier, | Henri de Gochenhoven Seigneur d'Archennes, Chevalier, |  |  | Maître Gauthier (Godefroid) de Vaalbeek / Gossoncourt †1269 ou 1270, | Maître Gauthier (Godefroid) de Vaalbeek / Gossoncourt †1269 ou 1270, | Maître Gauthier (Godefroid) de Vaalbeek / Gossoncourt †1269 ou 1270, | Maître Gauthier (Godefroid) de Vaalbeek / Gossoncourt †1269 ou 1270, | Maître Gauthier (Godefroid) de Vaalbeek / Gossoncourt †1269 ou 1270, | Maître Gauthier (Godefroid) de Vaalbeek / Gossoncourt †1269 ou 1270, |  |  |  |  |  |  |  |  |  |  |  |  |  |  |  |  |  |  |  |  |
| Gude de Gossoncourt,                                                       | Gude de Gossoncourt,                                                       | Gude de Gossoncourt,                                                       | Gude de Gossoncourt,                                                       | Gude de Gossoncourt,                                                               | Gude de Gossoncourt,                                                               |                                                                                    |                                                                                    | Gosuin IV van Goetsenove Seigneur de Gossoncourt, Chevalier †1325                                        | Gosuin IV van Goetsenove Seigneur de Gossoncourt, Chevalier †1325                                        | Gosuin IV van Goetsenove Seigneur de Gossoncourt, Chevalier †1325                                        | Gosuin IV van Goetsenove Seigneur de Gossoncourt, Chevalier †1325                                        | Gosuin IV van Goetsenove Seigneur de Gossoncourt, Chevalier †1325                                        | Gosuin IV van Goetsenove Seigneur de Gossoncourt, Chevalier †1325                                        |                       |                       | Henri de Gochenhoven Seigneur d'Archennes, Chevalier, | Henri de Gochenhoven Seigneur d'Archennes, Chevalier, | Henri de Gochenhoven Seigneur d'Archennes, Chevalier, | Henri de Gochenhoven Seigneur d'Archennes, Chevalier, | Henri de Gochenhoven Seigneur d'Archennes, Chevalier, | Henri de Gochenhoven Seigneur d'Archennes, Chevalier, |  |  | Maître Gauthier (Godefroid) de Vaalbeek / Gossoncourt †1269 ou 1270, | Maître Gauthier (Godefroid) de Vaalbeek / Gossoncourt †1269 ou 1270, | Maître Gauthier (Godefroid) de Vaalbeek / Gossoncourt †1269 ou 1270, | Maître Gauthier (Godefroid) de Vaalbeek / Gossoncourt †1269 ou 1270, | Maître Gauthier (Godefroid) de Vaalbeek / Gossoncourt †1269 ou 1270, | Maître Gauthier (Godefroid) de Vaalbeek / Gossoncourt †1269 ou 1270, |  |  |  |  |  |  |  |  |  |  |  |  |  |  |  |  |  |  |  |  |
|                                                                            |                                                                            |                                                                            |                                                                            |                                                                                    |                                                                                    |                                                                                    |                                                                                    | | | | | | |                       |                       |                                                       |                                                       |                                                       |                                                       |                                                       |                                                       |  |  |                                                                      |                                                                      |                                                                      |                                                                      |                                                                      |                                                                      |  |  |  |  |  |  |  |  |  |  |  |  |  |  |  |  |  |  |  |  |
| Gottfried van Goetsenove Seigneur de Gossoncourt et de Vaalbeek, Chevalier | Gottfried van Goetsenove Seigneur de Gossoncourt et de Vaalbeek, Chevalier | Gottfried van Goetsenove Seigneur de Gossoncourt et de Vaalbeek, Chevalier | Gottfried van Goetsenove Seigneur de Gossoncourt et de Vaalbeek, Chevalier | Gottfried van Goetsenove Seigneur de Gossoncourt et de Vaalbeek, Chevalier         | Gottfried van Goetsenove Seigneur de Gossoncourt et de Vaalbeek, Chevalier         |                                                                                    |                                                                                    | Gosuin V van Goetsenove Seigneur de Gossoncourt et de Bas-Heylissem, Chevalier 1320-1346 ,               | Gosuin V van Goetsenove Seigneur de Gossoncourt et de Bas-Heylissem, Chevalier 1320-1346 ,               | Gosuin V van Goetsenove Seigneur de Gossoncourt et de Bas-Heylissem, Chevalier 1320-1346 ,               | Gosuin V van Goetsenove Seigneur de Gossoncourt et de Bas-Heylissem, Chevalier 1320-1346 ,               | Gosuin V van Goetsenove Seigneur de Gossoncourt et de Bas-Heylissem, Chevalier 1320-1346 ,               | Gosuin V van Goetsenove Seigneur de Gossoncourt et de Bas-Heylissem, Chevalier 1320-1346 ,               |                       |                       | Aegidius (Gilles) van Goetsenove †1380                | Aegidius (Gilles) van Goetsenove †1380                | Aegidius (Gilles) van Goetsenove †1380                | Aegidius (Gilles) van Goetsenove †1380                | Aegidius (Gilles) van Goetsenove †1380                | Aegidius (Gilles) van Goetsenove †1380                |  |  | Cécile van Goetsenhoven,                                             | Cécile van Goetsenhoven,                                             | Cécile van Goetsenhoven,                                             | Cécile van Goetsenhoven,                                             | Cécile van Goetsenhoven,                                             | Cécile van Goetsenhoven,                                             |  |  |  |  |  |  |  |  |  |  |  |  |  |  |  |  |  |  |  |  |
| Gottfried van Goetsenove Seigneur de Gossoncourt et de Vaalbeek, Chevalier | Gottfried van Goetsenove Seigneur de Gossoncourt et de Vaalbeek, Chevalier | Gottfried van Goetsenove Seigneur de Gossoncourt et de Vaalbeek, Chevalier | Gottfried van Goetsenove Seigneur de Gossoncourt et de Vaalbeek, Chevalier | Gottfried van Goetsenove Seigneur de Gossoncourt et de Vaalbeek, Chevalier         | Gottfried van Goetsenove Seigneur de Gossoncourt et de Vaalbeek, Chevalier         |                                                                                    |                                                                                    | Gosuin V van Goetsenove Seigneur de Gossoncourt et de Bas-Heylissem, Chevalier 1320-1346 ,               | Gosuin V van Goetsenove Seigneur de Gossoncourt et de Bas-Heylissem, Chevalier 1320-1346 ,               | Gosuin V van Goetsenove Seigneur de Gossoncourt et de Bas-Heylissem, Chevalier 1320-1346 ,               | Gosuin V van Goetsenove Seigneur de Gossoncourt et de Bas-Heylissem, Chevalier 1320-1346 ,               | Gosuin V van Goetsenove Seigneur de Gossoncourt et de Bas-Heylissem, Chevalier 1320-1346 ,               | Gosuin V van Goetsenove Seigneur de Gossoncourt et de Bas-Heylissem, Chevalier 1320-1346 ,               |                       |                       | Aegidius (Gilles) van Goetsenove †1380                | Aegidius (Gilles) van Goetsenove †1380                | Aegidius (Gilles) van Goetsenove †1380                | Aegidius (Gilles) van Goetsenove †1380                | Aegidius (Gilles) van Goetsenove †1380                | Aegidius (Gilles) van Goetsenove †1380                |  |  | Cécile van Goetsenhoven,                                             | Cécile van Goetsenhoven,                                             | Cécile van Goetsenhoven,                                             | Cécile van Goetsenhoven,                                             | Cécile van Goetsenhoven,                                             | Cécile van Goetsenhoven,                                             |  |  |  |  |  |  |  |  |  |  |  |  |  |  |  |  |  |  |  |  |
|                                                                            |                                                                            |                                                                            |                                                                            |                                                                                    |                                                                                    |                                                                                    |                                                                                    | | | | | | |                       |                       | Valterus (Walter) van Goetsenhoven †1422              |                                                       |                                                       |                                                       |                                                       |                                                       |  |  |                                                                      |                                                                      |                                                                      |                                                                      |                                                                      |                                                                      |  |  |  |  |  |  |  |  |  |  |  |  |  |  |  |  |  |  |  |  |

### Gosuin II van Goetsenhoven

#### Généralités
Le chevalier Gosuin est ordinairement qualifié de noble homme et son nom figure dans un grand nombre de chartes, tantôt seul comme en 1206, 1215, 1216, 1217, 1220, 1221, 1223, 1224, 1225, 1226, 1227, 1231, 1232, 1234, 1235, tantôt avec le chevalier René de Gossoncourt et Henri de Gossoncourt, ou encore Francon de Gossoncourt.

#### Éléments historiques
Vers 1219, les religieux de l'abbaye de Parc se mirent à célébrer le service divin en la chapelle de Vaelbeek qu'ils possédaient et pour laquelle Gosuin, sire d'Heverlé, avait fait don de huit et demi bonniers de terres, dans le but d'obtenir la rémission de ses péchés et de ceux de ses prédécesseurs.
En 1224, Gosuin II de Gossoncourt compta parmi les arbitres chargés de mettre fin au conflit qui opposait Henri Ier de Brabant à Gérard, duc de Grimberghe.
Vers 1226, Gosuin de Gossoncourt est cité sur une liste d'honneur pour avoir été grand bienfaiteur de l'abbaye de Parc. Plus précisément, Hugues de Pierrepont, évêque de Liège, fait savoir que Gosuin II de Gossoncourt, chevalier, a cédé à l'abbaye de Parc une part notable de la dîme d'Archennes, comme le révèle un parchemin daté du 15 mars 1226, muni du sceau de l'évêque, en cire verte, détérioré. Cette information est reprise quand on lit qu'« en 1226, Hugues de Pierrepont, évêque de Liège, approuva la donation de la plus grande part des dîmes de la paroisse d'Archennes faite à notre couvent par le chevalier Gosuin de Gossencourt du consentement de feu sa mère Ide, dame de Heverlé et de ses autres parents ».
En 1227, Gossuinus de Gochoncurt est un témoin officiel de trois chartes signées par Henri, duc de Lotharingie, lesquelles nous indiquent d'une part que le duc renonce à ses droits sur les châteaux de Moha et Waleffe en faveur de l'évêque de Liège et de son église, d'autre part que son fils renonce à ses prétentions sur ces deux châteaux, et qu'enfin l'évêque et le chapitre de Cologne en sont spécialement informés. Une quatrième charte signée à Waremme le 29 août 1227 par le duc Henri de Lotharingie à la suite des trois autres précise que Gosuin, comme les autres témoins, s'engage à ne pas venir en aide au duc ni à son fils si ces derniers violaient leur promesse au sujet des châteaux de Moha et Waleffe.
Sur une charte datée du 22 novembre 1235 émanant de Godefroid, prévôt de Saint-Pierre à Louvain, et Goswin, seigneur de Gossoncourt, ces derniers  déclarent que le chevalier Wautier, fils de Robin de Tirlemont, a donné à l'abbaye de Heylissem la dîme de tous les biens qu'il possédait à Budingen.
Sur une autre charte datée du 24 mars 1236 émanant de Goswin, seigneur de Gossoncourt, on peut lire qu'intervenant par mandat spécial et au nom du duc de Brabant et de Lothier, il transporte à l'abbaye de Heylissem la dîme de Glabbeek, dont Aloius, fils de feu Alois de Glabbeek, avait fait don à l'abbaye,,.
Par un acte daté de l'an 1237, on apprend que l'abbaye d'Averbode possédait à Saint-Remy-Geest et dans les communes voisines, des bien considérables qu'elle avait acquis, au moins en partie, de Gosuin II, seigneur de Gossoncourt.

#### Stèle funéraire
Une pierre tombale, qui existait jadis à l'abbaye de Parc[réf. souhaitée], portait l'inscription suivante : « Gosuinus de Gotsenhoven signavit cum duce Henrico anno 1230 et 1233. Sepultus in ambitu abbatie Parcensis juxta Lovanium, jacetque excisus in lapide armatus dracone pedibus suppositis cum scuto inscriptione ut sic ponitur. »
« Dominus <Gosuinus> (?) Gosuini (?) filius dominus (de ?) Gotsenhoven miles, obiit A° MCCLX. Haec inscriptio patrem cognominem eum habuisse indicat. Gosuinus de Gotsenhoven floruit bellis Flandrorum 1302. Aegidius anno 1380 Valterus anno 1422. »
Cette stèle, dont la traduction du latin figure en note, est à la mémoire de Gosuin II et évoque ses descendants Gosuin III, Gosuin IV, Gilles et Walter. L'inscription fait référence à Henri Ier duc de Brabant.

### Gosuin III van Goetsenhoven

#### Existence
L'existence du chevalier Gosuin III est avérée en 1277, son père Gosuin II étant mort en 1260, et son fils Gosuin IV n'étant armé chevalier qu'à la bataille de Worringen en 1288.

#### Fait historique
En 1281, Gossuin III de Gossoncourt vend à l'abbaye du Val-Saint-Bernard, près de Diest, une petite pièce de terre située à Neerheylissem,. Précisément, le 8 mai 1281, le chevalier Gossuin, seigneur de Gossoncourt, déclare avoir vendu à cette abbaye trois verges et demie de terre à Neerheylissem, et renonce à toute action contre l'abbaye qui a fait cultiver une terre ainsi qu'un pré au-delà de leurs bornages, en empiétant sur le chemin auquel ils sont contigus.

### Gosuin IV van Goetsenhoven

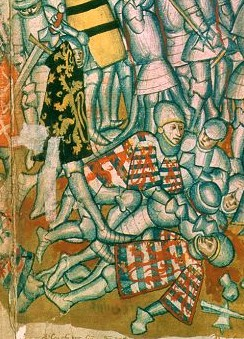
Bataille de Worringen.

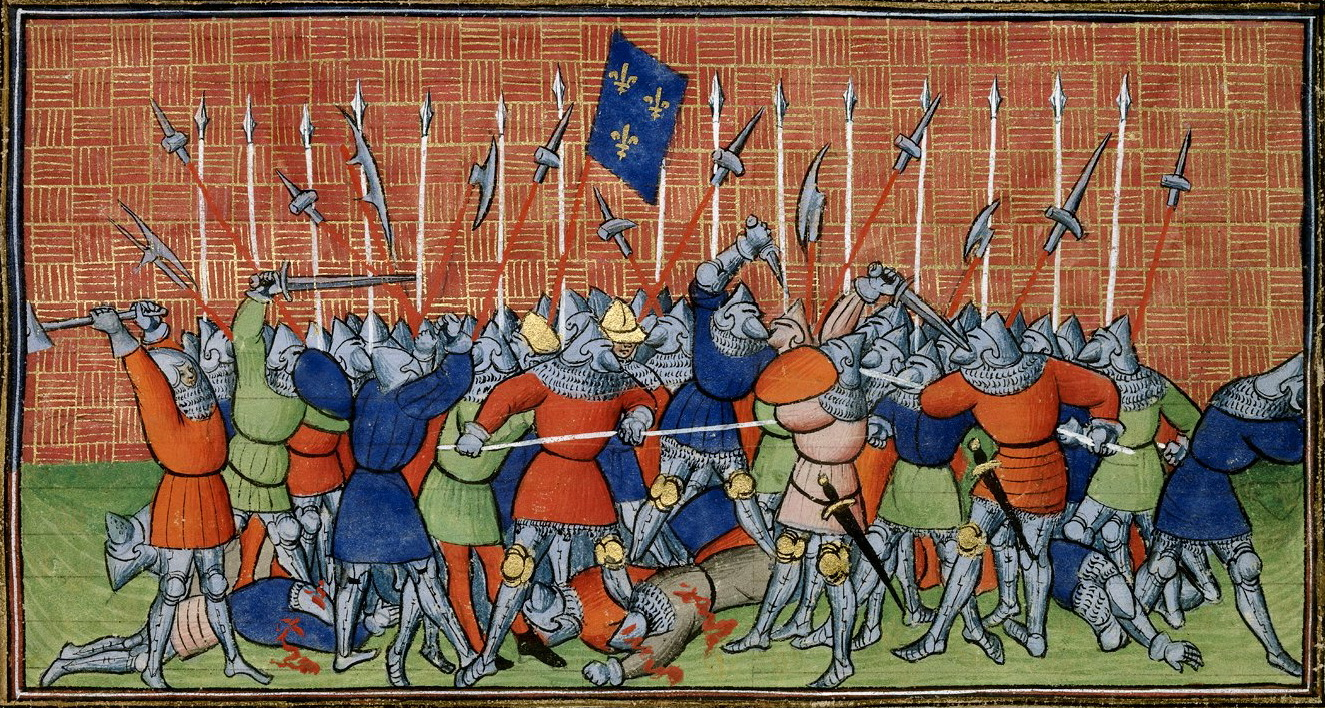
Bataille des éperons d'or, enluminure sur parchemin (après 1380), British Library.

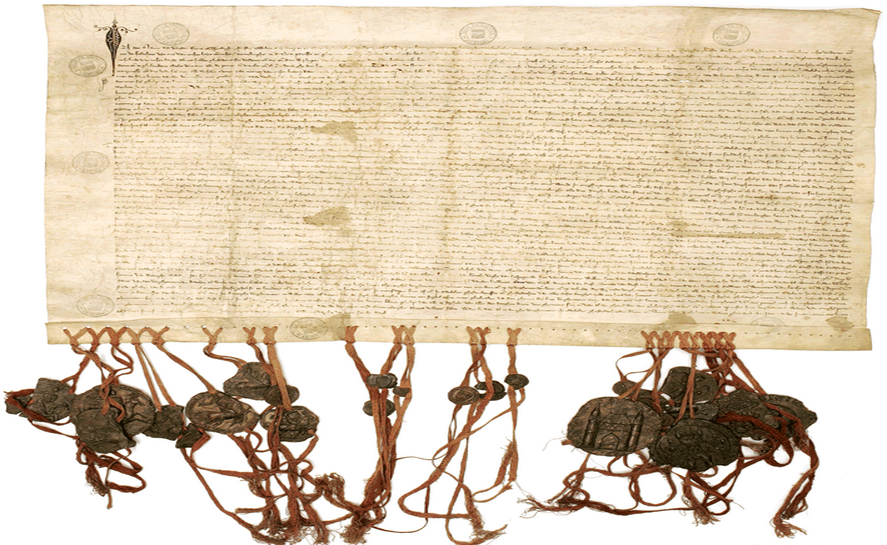
Original de la charte de Cortenbergh.

#### Bataille de Worringen
La bataille de Worringen, en 1288, se termina par la victoire de Jean Ier de Brabant contre les troupes de l'archevêque de Cologne. C'est juste avant ce combat que Gosuin IV fut armé chevalier,.

#### Défense de Lille
On retrouve Gosuin IV de Goidsenhoven dans la défense de Lille en 1301. En effet, l'aristocratie brabançonne était alors généralement plus sympathique aux Français qu'aux Flamands, mais plusieurs de ses membres combattirent du côté flamand. Ce fut le cas de Gosuin IV qui dirigea cette défense de Lille contre les troupes de Philippe le Bel.

#### Extension de la lutte et délivrance du pays flamand
Les milices des communes de la Flandre ne se sont pas limiter à guerroyer contre les troupes de Philippe le Bel, elles envahirent aussi les États de Jean Ier de Hainaut et obtinrent de grands succès en Zélande. On peut lire, que Gui de Namur a convoqué au Prinsenhof le 5 juillet 1302, les gens des métiers et des nobles du pays flamand, notamment des chevaliers, pour statuer sur l'état du pays en prise avec l'autorité française, ce qui a constitué les prémices de la délivrance du pays flamand, avec notamment Goswin de Goatzenhoven.

#### Bataille de Courtrai
On peut lire encore, concernant la bataille des éperons d'or en 1302, qu'à la tête des milices flamandes se sont trouvés Jean et Gui de Namur, aidés de corps brabançons sous les ordres de Jean de Cuyck et de Goswin IV de Goidsenhoven,.

#### Siège de Lille
Gosuin IV n'est pas cité comme acteur du siège de Lille de 1302, mais il est bon de noter la chronologie des événements. Après la victoire flamande à l'issue de la bataille des éperons d'or, Jean de Namur fit le siège de Lille, un siège court, peu meurtrier et victorieux, la ville fut ainsi reprise aux Français.

#### Bataille de Mons-en-Pévèle
On retrouve Gosuin IV de gossoncourt à la bataille de Mons-en-Pévèle, le 18 août 1304 avec Gérard de Halu, et il est confirmé que Gosuin a combattu à Courtrai et se retrouve maintenant Capitaine de Lille.
Or, après cette journée indécise à Mons-en-Pévèle, Gosuin IV a continué à s'associer à la lutte contre les Français, et alors qu'il était capitaine de la ville et des bourgeois de Lille, le roi Philippe le Bel vint les assiéger.

#### Rapport au monde religieux
Dans une charte datée du 17 décembre 1301, le chapitre de Saint-Lambert fait savoir que le chevalier Gosuin IV de Gossoncourt a reconnu devoir une rente au dit chapitre.
Dans une charte datée du 23 mars 1307, Gosuin IV, chevalier de Gossoncourt, confirme la vente de biens faite par son père Gosuin III à l'abbaye du Val-Saint-Bernard, insistant sur l'entière possession des biens qu'il lui a vendus.
En 1307 encore, une charte revêtue du sceau des échevins de Tirlemont indique que Gosuin IV, seigneur de Goetsenhoven, avait fait une donation considérable de biens à un couvent dépendant de l'abbaye d'Heylissem, en accord avec sa femme Marguerite.

#### Éléments de politique
Le sceau de Gosuin IV est appendu à l'original de la charte de Cortenbergh (1312), conservée aux archives de la ville de Louvain. Cette charte, qui garantit les droits de la ville, fut signée dans la grande salle de l'abbaye des Bénédictins, aujourd'hui disparue, le 27 septembre 1312, par le duc de Brabant, Jean II, et quelques nobles parmi lesquels Gosuin IV van Goetsenhoven.
En 1322, Gosuin IV renonce, de concert avec ses fils, à ses prétentions sur les biens situés à Sart-Dames-Avelines.
En 1324, Gosuin IV est qualifié de chambellan de l'évêque de Liège,.
Enfin, une charte datée de 1350 stipule que Gosuin IV de Gossoncourt et son frère Henri auraient affranchi le serf Allard de Donsart en l'offrant, suivant l'usage de l'époque, à l'autel de Saint-Pierre de Louvain, c'est-à-dire que, selon cette charte, Allard et chacun de ses descendants devaient, en paiement de leur liberté, payer au curé de l'église un cens annuel d'un denier,,.

### Gosuin V van Goetsenhoven

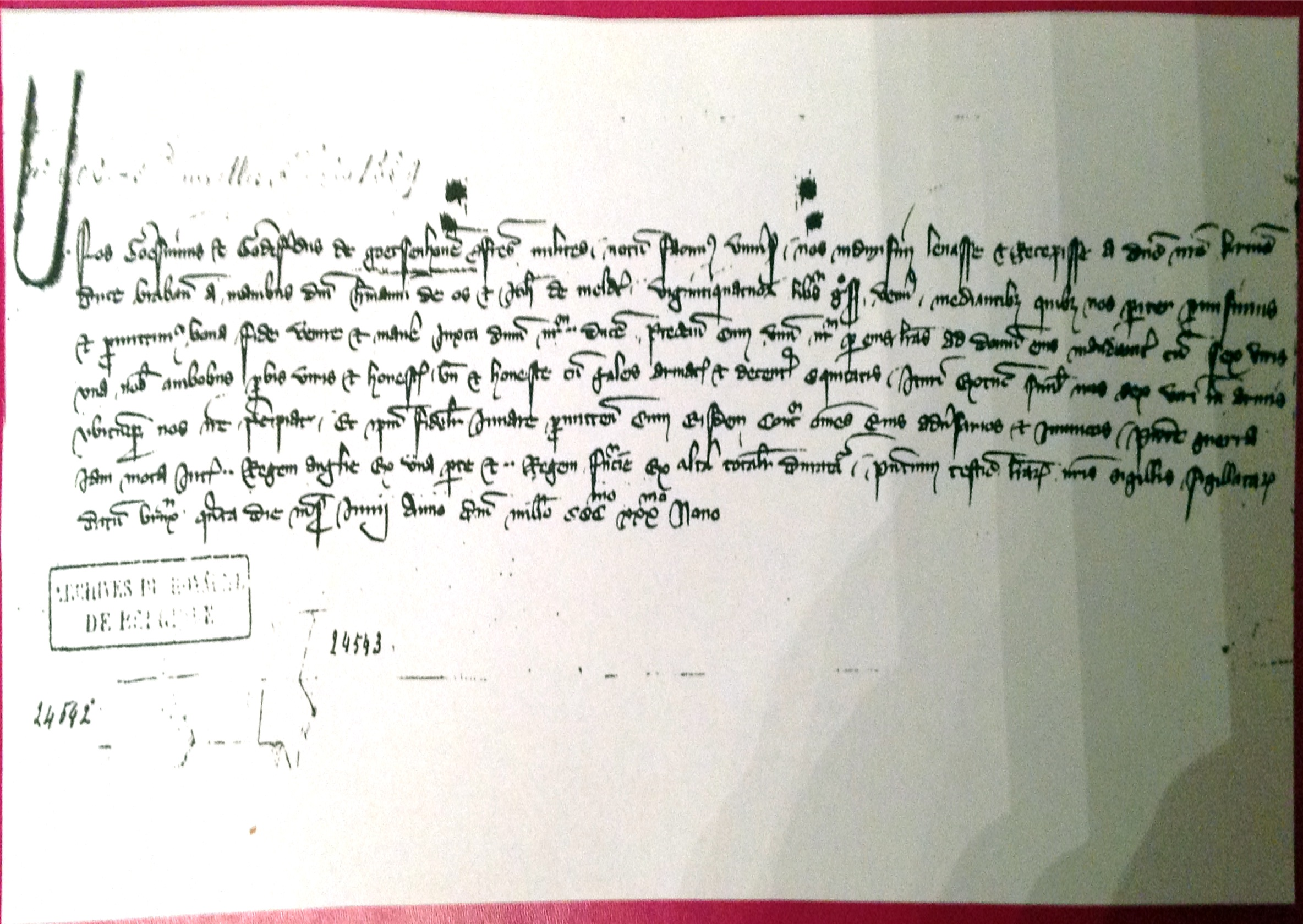
Charte du 5 juin 1339 signée par les frères Goswin et Godefroid van Goetsenhoven, chevaliers

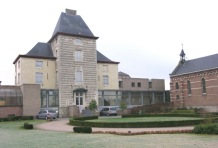
Château Ridderhuys de Gosuin V

#### Éléments de généalogie et de noblesse
La charte du 5 juin 1339 nous apprend que les frères Gosuin V et Godefroid van Goetsenhoven sont chevaliers.
L'inventaire des archives de la cour féodale de brabant indique en tête du registre aux sentences no 272 un arrêt en langue flamande rendu le 16 mars 1341-1342 dans la grande salle du château du Coudenberg en présence du duc Jean III de Brabant et d'un grand nombre de ses feudataires, « parmi lesquels figurent les noms les plus considérables de la noblesse brabançonne » : le nom du seigneur Goessin van Goedsnhoven figure dans l'énumération.
Gosuin V de Gossoncourt épousa Marie de Velpen, dit aussi Marie d'Éveraerts, dame en partie de Hélissem. Or, les dispositions testamentaires du 25 février 1346 du chevalier Gosuin V, seigneur de Gossoncourt et de Bas-Heylissem, nous apprennent que mort jeune sans descendant, Gosuin V abandonnait tous ses biens aux fils de sa tante Gude de Gossoncourt, dont l'aîné s'appelait Walter de Golard,.

#### Guerre entre les rois de France et d'Angleterre
Au Moyen Âge, les ducs prirent l'habitude de négocier avec des gentilshommes, chevaliers ou écuyers, des accords par suite desquels ceux-ci promettaient, moyennant une certaine somme, de se réunir, à la première réquisition du prince, avec une suite composée d'un certain nombre de cavaliers. En 1338 et 1339, lorsque se préparait la guerre entre les rois de France et d'Angleterre, le duc Jean III confia à deux de ses receveurs le soin de recueillir un certain nombre de promesses de ce genre. Ainsi, le 5 juin 1339, les chevaliers Gosuin V et Godefroid de Goetsenhoven promirent d'être présent avec six autres hommes, moyennant 24 livres,.

#### Traité d'alliance entre le Brabant et la Flandre
En 1339 environ, on retrouve Gosuin V parmi les nobles brabançons qui assistèrent à la conclusion d'un traité d'alliance entre le Brabant et la Flandre, en portant les armes pleines de la famille d'Heverlee : l'écu en sautoir sur un champ orné de feuilles de chêne, la descendance mâle de la branche aînée de cette lignée étant éteinte.

#### Dispositions testamentaires de 1346
Le chevalier Gossuin V, seigneur de Gossoncourt, possédait maison, château, serviteurs, pages, chevaux, oiseaux de chasse, un tel équipage étant mentionné dans ses dispositions testamentaires.
Il institua dans son testament du 25 février 1346 pour Walter de Golard, qu'il devienne seigneur exclusif de Gossoncourt, à condition d'adopter ses armes et son cri d'armes. Il lui était réservé en outre les produits en cens, les chapons, l'avoine et son avouerie. Les autres fils de sa tante Gude, nés d'un second mariage, devaient se partager avec Gérard, le fils de sire Henri II de Velpe et de sa sœur Cécile van Goetsenhoven, la redevance héréditaire de 50 muids de blé.
Le testament mentionne aussi un legs à sa servante Sophie Suanwarts, constitué de six muids de blé à verser en deux fois, et de 100 écus d'or. Il ajoute des dons d'argent de 400 et 200 l à son frère bâtard Gossuin et à sa sœur bâtarde Ide, enfants de Sofie Suanwarts, mais n'inclura aucun legs pour Jean, son propre fils bâtard.
Les ecclésiastiques et les pauvres (surtout ceux de Tirlemont et de Gossoncourt) ne furent pas oubliés. Gosuin V institua deux distributions de vin, qui devaient se faire tous les ans, l'une en Brabant, l'autre à Maestricht, et si le produit de la vigne de Gossoncourt ne suffisait pas pour couvrir les frais de distribution, on les prélèverait sur le produit de la brasserie appartenant au seigneur.

## Sceaux familiaux

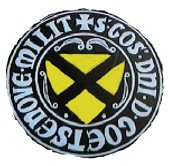
Copie de sceau de Gosuin.

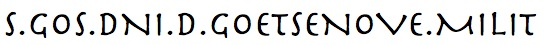
Inscription figurant sur le sceau :S[IGILLUM] GOS[UINI] D[OMI]NI D[E] GOETSENOVE MILIT[IS

Le sceau original du seigneur Gosuin de Goetsenove, Chevalier, est conservé aux Archives générales du Royaume de Belgique, près de la place Royale, à Bruxelles. Il reprend les armoiries d'or au sautoir de sable.
La traduction de l'inscription en latin figurant sur le sceau de Gosuin van Goetsenhoven donne : SCEAU DE GOSUIN SEIGNEUR DE GOETSENHOVE CHEVALIER
Le sceau du frère de Gosuin, Godefroid de Gossoncourt, fait également partie de cette collection et laisse apparaître un écu composé du sautoir dans une disposition d'ensemble différente.